# Federación Paraguaya de Deportes
La Federación Paraguaya de Deportes fue una entidad fundada en 1936 y que organizaba campeonatos de fútbol en Paraguay. Aglutinaba principalmente a los clubes de los diferentes barrios de Asunción y ciudades vecinas, que no tenían cabida en la Liga Paraguaya de Football Association, principal entidad del Fútbol paraguayo. Organizó campeonatos entre los años 1936 y 1948. 
La Federación Paraguaya de Deportes, aunque históricamente centrada en el fútbol, ha sido sucedida por diversas federaciones específicas que promueven y desarrollan distintas disciplinas deportivas en Paraguay.  El senador  Juan Carlos Galaverna resalta la diversidad de deportes en un homenaje a atletas paraguayos en el 2024 "desde la Comisión de Deporte, se reafirma el compromiso de apoyar todas las manifestaciones deportivas". 

## Historia
En el año 1936 tras la paralización de toda actividad deportiva, entre ellas el fútbol en el Paraguay, debido a la Guerra del Chaco (1932-1935), surge la necesidad de retomar la normalidad en la sociedad paraguaya. Para ello es fundado en ese año la Federación Paraguaya de Deportes, entidad que aglutinaría y organizaría a los clubes de barrio que no tenían cabida en la principal entidad del fútbol paraguayo la Liga Paraguaya de Football Association.
Ya que para pertenecer a la "Federación" no hacía falta que los clubes tengan una infraestructura mínima, varios clubes con recursos mínimos se afiliaron a dicha entidad, es así que casi cuarenta clubes se inscribieron a los campeonatos organizados por la "Federación".
Pese a las precariedades de la época, se organizaron en forma satisfactoria once campeonatos en forma consecutiva entre los años 1936-1946, el campeonato del año siguiente se vio interrumpido por un nuevo hecho bélico la Guerra Civil de 1947.
Así en el año 1948 se registró el último campeonato y la posterior desaparición de la "Federación", otro de los factores de esto fue que la Liga Paraguaya de Football Association reinstauró el sistema de ascensos y descensos entre sus divisiones, con lo que varios de los clubes abandonaron la "Federación" para afiliarse a la Liga Paraguaya de Football Association.

### Clubes afiliados
La lista de clubes que se afiliaron y participaron de los campeonatos de la "Federación" incluye a varios equipos que aún hoy existen y forman parte de la actual Asociación Paraguaya de Fútbol, única entidad rectora del fútbol paraguayo en nuestros días. En la lista además figuran clubes que han desaparecido con el tiempo. 
| Club               | Club                   | Club                | Club                 |
| ------------------ | ---------------------- | ------------------- | -------------------- |
| 12 de Octubre SD   | Cerro Corá             | Fernando de la Mora | General Caballero ZC |
| Independiente      | Juventud               | Oriental            | Pilcomayo            |
| Pinozá             | Recoleta               | Resistencia         | Rubio Ñu             |
| Sport Colombia     | Tacuary                | Tembetary           | Trinidense           |
| Humaitá            | General Díaz           | 12 de Octubre VA    | 12 de Mayo           |
| 12 de Junio        | 14 de Julio            | 1 de Septiembre     | 24 de Septiembre     |
| Atlético Sajonia   | Coronel Franco         | General Genes       | Itá Ybaté            |
| Jóvenes Unidos     | Peñarol                | Presidente Alvear   | Presidente Franco    |
| San Antonio        | San Gerónimo           | Sport América       | Sport Botánico       |
| Sport Ciudad Nueva | Sportivo Villa Aurelia | Universo            | Vencedor             |

1. ↑  No está claro si se refiere al Deportivo Humaitá de Roque Alonso u otro club.
2. ↑  No está claro si se refiere al Club General Díaz de Luque u otro club.

## Palmarés

### Campeones por año
| Edición | Año  | Campeón              |
| ------- | ---- | -------------------- |
| 1.ª     | 1936 | Presidente Alvear    |
| 2.ª     | 1937 | General Caballero ZC |
| 3.ª     | 1938 | Recoleta             |
| 4.ª     | 1939 | Sport América        |
| 5.ª     | 1940 | Recoleta             |
| 6.ª     | 1941 | Tembetary            |
| 7.ª     | 1942 | Recoleta             |
| 8.ª     | 1943 | Recoleta             |
| 9.ª     | 1944 | General Genes        |
| 10.ª    | 1945 | 12 de Octubre SD     |
| 11.ª    | 1946 | 12 de Octubre SD     |
| 12.ª    | 1947 | No finalizó          |
| 13.ª    | 1948 | 12 de Octubre SD     |

### Campeonatos por equipo
| Club                 | Títulos |
| -------------------- | ------- |
| Recoleta             | 4       |
| 12 de Octubre SD     | 3       |
| Presidente Alvear    | 1       |
| General Caballero ZC | 1       |
| Sport América        | 1       |
| Tembetary            | 1       |
| General Genes        | 1       |

## Deportistas Paraguayos destacados[1][4]
| Nombre                | Disciplina            | Logros Principales                                                       | Eventos Representativos             |
| --------------------- | --------------------- | ------------------------------------------------------------------------ | ----------------------------------- |
| Agua Marina Espínola  | Ciclismo              | Medalla de bronce en Juegos Panamericanos 2023                           | Juegos Olímpicos Tokio 2021         |
| Ana Paula Fernández   | Canotaje              | Medalla de bronce en Juegos Panamericanos 2023                           | Competencias Panamericanas          |
| Leonardo Curcel       | Canotaje              | Medalla de bronce en Juegos Panamericanos 2023                           | Competencias Panamericanas          |
| Marcelo Aguirre       | Tenis de mesa         | Representante en Juegos Olímpicos, referente del tenis de mesa paraguayo | JJ.OO., torneos internacionales     |
| Luana Alonso          | Natación              | Especialista en estilo mariposa, promesa juvenil                         | Competencias internacionales        |
| Verónica Cepede Royg  | Tenis                 | Carrera profesional destacada, representante olímpica                    | Juegos Olímpicos, WTA Tour          |
| Fabrizio Zanotti      | Golf                  | Reconocido internacionalmente, participaciones en el PGA Tour            | Juegos Olímpicos Tokio 2021, PGA    |
| Camila Pirelli        | Atletismo (heptatlón) | Récords nacionales en heptatlón                                          | Juegos Panamericanos, Sudamericanos |
| Benjamín Hockin       | Natación              | Múltiples participaciones olímpicas                                      | JJ.OO., campeonatos mundiales       |
| Selecciones juveniles | Hándbol               | Medallas en torneos sudamericanos sub-14 y sub-16                        | Campeonatos Sudamericanos juveniles |